# Love Is Gone
Love Is Gone è un singolo del dj francese David Guetta pubblicato nell'aprile 2007 dall'etichetta discografica Virgin.
La canzone, scritta da Guetta insieme a Joachim Garraud, Frédéric Riesterer e Chris Willis, è stata incisa insieme allo stesso Willis e prodotta da Guetta insieme a Garraud.
Il brano è stato tratto dall'album del dj Pop Life e ha riscosso successo in diversi paesi.

## Tracce
CD-Maxi (Virgin 3957582 (EMI) / EAN 0094639575824)
1. Love Is Gone (Original Extended) - 6:45
2. Love Is Gone (Fred Rister & Joachim Garraud Rmx) - 8:21
3. Love Is Gone (Fuzzy Hair Rmx) - 6:27
4. Love Is Gone (Eddie Thoneick's Liberte Mix) - 7:14
5. Love Is Gone (Eddie Thoneick's Ruff Mix) - 7:12
6. Love Is Gone (Amo & Navas Rmx) - 6:48
7. Love Is Gone (Original Mix) - 3:10
8. Love Is Gone (Fred Rister & Joachim Garraud Radio Edit Rmx) - 3:22

12" Maxi (Virgin 3957591 (EMI) / EAN 0094639575916)
1. Love Is Gone (Fred Rister & Joachim Garraud Rmx) - 8:21
2. Love Is Gone (Fuzzy Hair Rmx) - 6:25
3. Love Is Gone (Eddie Thoneick's Liberte Edit Mix) - 6:35

12" Maxi (Virgin 3948241 (EMI) / EAN 0094639482412)
1. Love Is Gone (Fred Rister & Joachim Garraud Rmx) - 8:21
2. Love Is Gone (Fuzzy Hair Rmx) - 6:25
3. Love Is Gone (Eddie Thoneick's Ruff Edit Mix) - 6:11
4. Love Is Gone (Original Extended) - 6:43
5. Love Is Gone (Amo & Navas Rmx) - 6:46
6. Love Is Gone (Eddie Thoneick's Liberte Mix) - 7:12

CD-Single (Virgin 3970302 (EMI) / EAN 0094639703029)
1. Love Is Gone (Fred Rister & Joachim Garraud Radio Edit Rmx) - 3:22
2. Love Is Gone (Original Mix) - 3:08
3. Love Is Gone (Eddie Thoneick's Liberte Mix) - 7:12
4. David Guetta - Medley Pop Life - 2:50

## Classifiche
| Classifiche (2007) | Posizione massima |
| ------------------ | ----------------- |
| Francia            | 3                 |
| Finlandia          | 6                 |
| Spagna             | 8                 |
| Svezia             | 9                 |
| Regno Unito        | 9                 |
| Belgio (Vallonia)  | 9                 |
| Paesi Bassi        | 10                |
| Svizzera           | 11                |
| Austria            | 15                |
| Belgio (Fiandre)   | 21                |
| Irlanda            | 21                |
| Germania           | 36                |
| Canada             | 66                |
| Stati Uniti        | 98                |